# هوتن (راینلاند-فالتس)
هوتن (به آلمانی: Hütten) یک شهر در آلمان است که در بیتبورگ-پروم واقع شده‌است.